# Bieudre
Die Bieudre ist ein Fluss in Frankreich, der im Département Allier in der Region Auvergne-Rhône-Alpes verläuft und unter dem Namen Ruisseau de Bonneau im Gemeindegebiet von Theneuille entspringt. Der Wasserlauf hält sich zunächst Richtung Ost, ändert noch mehrfach seine Bezeichnung (Rau d’Épinoux, Rau de Goutat), bevor er schließlich seinen endgültigen Namen annimmt. Die Bieudre entwässert nun Richtung Nord bis Nordost und mündet nach rund 46 Kilometern bei Château-sur-Allier als linker Nebenfluss in einen Seitenarm des Allier.

## Orte am Fluss
- Saint-Plaisir
- Pouzy-Mésangy
- Le Veurdre
- Château-sur-Allier